# Charles Hermite
Charles Hermite (Dieuze, 24 de dezembro de 1822 — Paris, 14 de janeiro de 1901) foi um matemático francês. 
Seu pai, Ferdinand Hermite, estudou engenharia; empregou-se numa firma de comércio de tecidos e casou-se com a filha de seu patrão, Madeleine Lallemand que dirigia muito bem os negócios e sua família. Charles, sexto filho - cinco homens e duas mulheres - nasceu com uma deformidade na sua perna direita, o que não afetou sua  personalidade. Usou uma bengala  por toda a vida. De início, sua instrução foi recebida de seus pais. Quando tinha seis anos a família mudou-se para Nancy tendo ele sido internado num Liceu. Não considerando aquela uma boa escola, foi para Paris onde  estudou no Liceu Henri IV. Aos dezoito anos foi para o famoso Lycée Louis-le-Grand que destruíra a carreira de Galois, quinze anos antes. 	 
Hermite era indiferente à matemática elementar. As excelentes aulas de física fascinaram-no. Nesta escola os examinadores eram medíocres e prepotentes. Graças à diplomática persistência do inteligente prof. Richard não foi reprovado. Suplementava as primárias aulas que recebia, lendo na Biblioteca de Sainte-Geneviève, os livros de Lagrange sobre a solução de equações numéricas. Através de rígida economia, conseguiu comprar a tradução francesa da Disquisitiones Arithmeticae de Gauss dominando-a  como poucos antes ou depois o fizeram. Disse: “Nestes dois livros aprendi Algebra”. Ainda assim, o desempenho de Hermite nas provas era medíocre. As tolices matemáticas  derrubavam-no. 
Richard esforçou-se para convencer Hermite a buscar estudos menos profundos e mais adequados às provas que o levariam à Escola Politécnica. 
Suas primeiras publicações foram do tempo em que ele estudava no Lycée Louis-le-Grand, no jornal “Nouvelles Annales de Mathématiques”, fundado em 1842, dirigido aos estudantes de escolas superiores. Na primeira publicação encontravam-se dois artigos seus: o primeiro, um simples trabalho de geometria analítica de seções cônicas que não apresentava nenhuma originalidade; o segundo que contou apenas seis páginas e meia nas suas obras completas, é bem mais avançado. Seu título despretensioso era Considerações sobre a solução algébrica de equações do quinto grau. Ele dizia: “É sabido que Lagrange ofereceu a solução algébrica para as equações do quinto grau dependente da determinação da raiz de uma certa equação do sexto grau, a que ele chama uma equação reduzida (hoje, uma “resolvent”).... Portanto, se esta “resolvent”, fosse decomposta em seus fatores racionais de segundo e terceiro grau, nós  teríamos a solução da equação do quinto grau. Tentarei mostrar que tal decomposição é impossível.” Hermite não só conseguiu provar o que afirmava - através de uma argumentação simples e perfeita, mas demonstrou também, por tal feito, ser um  algebrista.
No entanto, este jovem  capaz do genuíno raciocínio matemático demonstrado neste artigo, encontrava dificuldades em matemática elementar. A razão é a de que uma grande parte da matéria que um candidato deve saber para ingressar numa escola técnica ou científica, ou mesmo para graduação, é menos do que inútil para uma carreira matemática. Hermite, o criador de matemática, quase foi reprovado como candidato.  
No final de 1842, candidatou-se  para a Escola Politécnica. Passou no sexagésimo oitavo lugar, embora já fosse um matemático muito superior aos que o examinavam. Esta humilhação não foi apagada por todos os triunfos obtidos posteriormente.
Foi expulso da Politécnica um ano depois porque seu pé defeituoso, de acordo com o regulamento, tornava-o inadequado para qualquer posição oferecida para estudantes bem sucedidos daquela escola. Enquanto esteve nesta escola, ao invés de escravizar-se com a geometria descritiva,  passou seu tempo com “funções abelianas”, naquela época (1842) talvez o tópico  de maior interesse e importância para os grandes matemáticos da Europa, bem como se tornou conhecido de Joseph Liouville matemático e editor do Journal de Mathématiques Pures et Appliquées. Em 1843 iniciou sua correspondência com Jacobi.
A carreira de magistério não lhe abriria as portas por não ter ele o grau exigido. Continuou, pois com suas pesquisas, enquanto pode resistir. Quando atingiu a idade de vinte e quatro anos conscientizou que teria que definir sua vida. Abandonou, pois, as importantes descobertas que estava fazendo, para aprender as trivialidades requeridas para a obtenção o grau de bacharel em letras e ciência. Fez uma prova relativamente simples. Conseguiu vencer duas outras, bem mais difíceis que se seguiram a esta e, finalmente,  escapou da última e pior, quando seus amigos influentes colocaram-no numa situação em que ele podia zombar dos examinadores. Embora muito mal, passou no teste.  E não teria passado não fosse pela cordialidade de dois examinadores - Sturm e Bertrand, ambos excelentes matemáticos que reconheciam quando se encontravam diante de um colega.
Por ironia do destino a primeira função acadêmica a ele atribuída foi a de examinador para admissão à Politécnica. Alguns meses mais tarde ele foi designado quiz máster, répétiteur d'analyse (em francês), nesta mesma instituição. Ele agora estava seguro no nicho de onde nenhum examinador podia tira-lo.
Para alcançar este patamar, cumprindo a exigência do sistema oficial, ele sacrificara quase cinco anos, do que seria seu mais inventivo período. Agora ele poderia tornar-se um grande matemático. De 1840 a 1842 ele substituiu Libri no College de France. Seis anos mais tarde, com apenas trinta e quatro anos, foi eleito membro da Academia de Ciências. Neste ano casou-se com Louise, irmã de Bertrand.
A despeito de sua reputação internacional como um matemático criativo, só com a idade de quarenta e sete anos conseguiu um emprego condigno, quando foi designado professor em 1869 para a Escola Normal e, finalmente, em 1870, tornou-se professor da Sorbonne, lugar que manteve até sua aposentadoria, vinte anos mais tarde. Durante o tempo em que ocupou esta importante posição, treinou um geração de ilustres matemáticos franceses, entre os quais Émile Picard,Gaston Darboux, Paul Appell, Émile Borel, Paul Painlevé e Henri Poincaré. Sua influência estendeu-se para além da França, e seus clássicos trabalhos ajudaram a educar seus contemporâneos em outros países.  
Uma importante característica da nobreza de Hermite  está aliada ao seu cuidado para não aproveitar-se de sua posição autoritária para re-criar seus alunos à sua imagem. Provavelmente nenhum outro matemático dos tempos modernos manteve tão volumosa correspondência cientifica com toda a Europa. O tom de suas cartas era sempre bondoso, encorajador e apreciativo. Muitos matemáticos da segunda metade do século XIX devem seu reconhecimento, pela publicidade que Hermite deu aos seus primeiros esforços.  Neste, assim como em outros aspectos, não existe um caráter mais fino do que o de Hermite em toda a história da matemática.
Hermite dividiu com Jacobi com ele não apenas suas descobertas em Abelian functions, mas também lhe mandou quatro enormes cartas sobre a teoria dos números, no começo de 1847. Estas cartas, a primeira das quais escrita quando Hermite tinha apenas vinte e quatro anos, abriu um novo caminho e bastariam para coloca-lo como um matemático criativo de primeira grandeza.
A primeira carta  escrita por Hermite para Jacobi foi imediatamente por este respondida. Hermite, por seu lado, só acusou o recebimento da generosa resposta recebida, dois anos depois. Ele diz “Aproximadamente dois anos se passaram, sem minha resposta à carta cheia de benevolência que tive a honra de receber. Hoje lhe peço perdão pela minha negligência e expresso a alegria que  senti ao ver-me mencionado em seu trabalho”. (Jacobi publicou trechos da carta de Hermite, com seu devido reconhecimento, em um de seus trabalhos).
Até a idade de quarenta e três anos ele era um tolerante agnóstico. Em 1856 adoeceu gravemente. Debilitado, tornou-se presa fácil de Cauchy, que sempre deplorara o desinteresse de  seu brilhante colega pelos  assuntos religiosos, convertendo-o, facilmente para a Igreja Católica.
Hermite acreditava que os números tinham uma existência própria acima de qualquer controle humano. Aos matemáticos, ele dizia, é permitido de vez em quando capturar vislumbres da sobre-humana harmonia que regula este etéreo reino da existência numérica, exatamente como os grandes gênios da ética e da moral têm, algumas vezes afirmado, ter vislumbrado a perfeição celestial do Reino do Céu. 
Finalmente, cansou de tentar convencer a outros matemáticos o que para ele era claro e lógico. Escreveu para Borchardt “Eu não arriscarei nada na tentativa de provar a transcendência do número p. Se outros quiserem encarregar-se  deste empreendimento, nenhuma outra pessoa ficará mais feliz do que eu com sua vitória mas, acredite-me querido amigo, certamente, será muito difícil”. Nove anos mais tarde, (em 1882) Ferdinand Lindemann, da Universidade de Munique, usando métodos muito parecidos com os que tinham sido adotados por Hermite, provou que p é transcendental, assim decidindo para sempre a questão da “quadratura do círculo”. Do que Lindermann provou segue-se que é impossível com uma régua e um compasso simplesmente, construir um quadrado cuja área seja igual a qualquer que seja o círculo, um problema que atormentou gerações de matemáticos desde antes de Euclides. 
Foi muito grande a contribuição de Hermite para a técnica da matemática porém ainda mais significativa foi a sua permanente busca do ideal de que a ciência está para além das nações, acima da força de credos que visam  dominar ou embrutecer. 
Morreu em 14 de janeiro de 1901.